# Shapur Khast
Shapur Khast (en persa: شاپورخواست‎) o Falak-ol-Aflak (en persa: فلک الافلاک‎, lit. 'el castillo de los castillos') es un castillo situado en la cima de una gran colina con el mismo nombre dentro de la ciudad de Jorramabad, la capital regional de la provincia de Lorestán, Irán. Esta gigantesca estructura fue construida durante la época del Imperio sasánida.
El río Jorramabad pasa por el lado oriental y suroccidental de la colina Falak-ol-Aflak, lo que proporciona a la fortaleza cierta protección natural en esos lados. En la actualidad, los lados occidental y septentrional de la colina están delimitados por los barrios residenciales de Jorramabad.
El castillo está gestionado por la Organización del Patrimonio Cultural de Irán y es un lugar protegido.

## Historia
El castillo de Falak-ol-Aflak es una de las estructuras más importantes construidas en el Imperio sasánida. Desde su construcción hace más de 1800 años, ha recibido varios nombres. Los nombres registrados se refieren a él como fortaleza de Shapur-Khast o Sabr-Khast, Dezbaz, castillo de Khoramabad y, finalmente, castillo de Falak-ol-Aflak.
Bajo la dinastía Pahlavi, tras ser utilizado como prisión hasta 1968, se transformó en un complejo museístico.

## Estructura arquitectónica

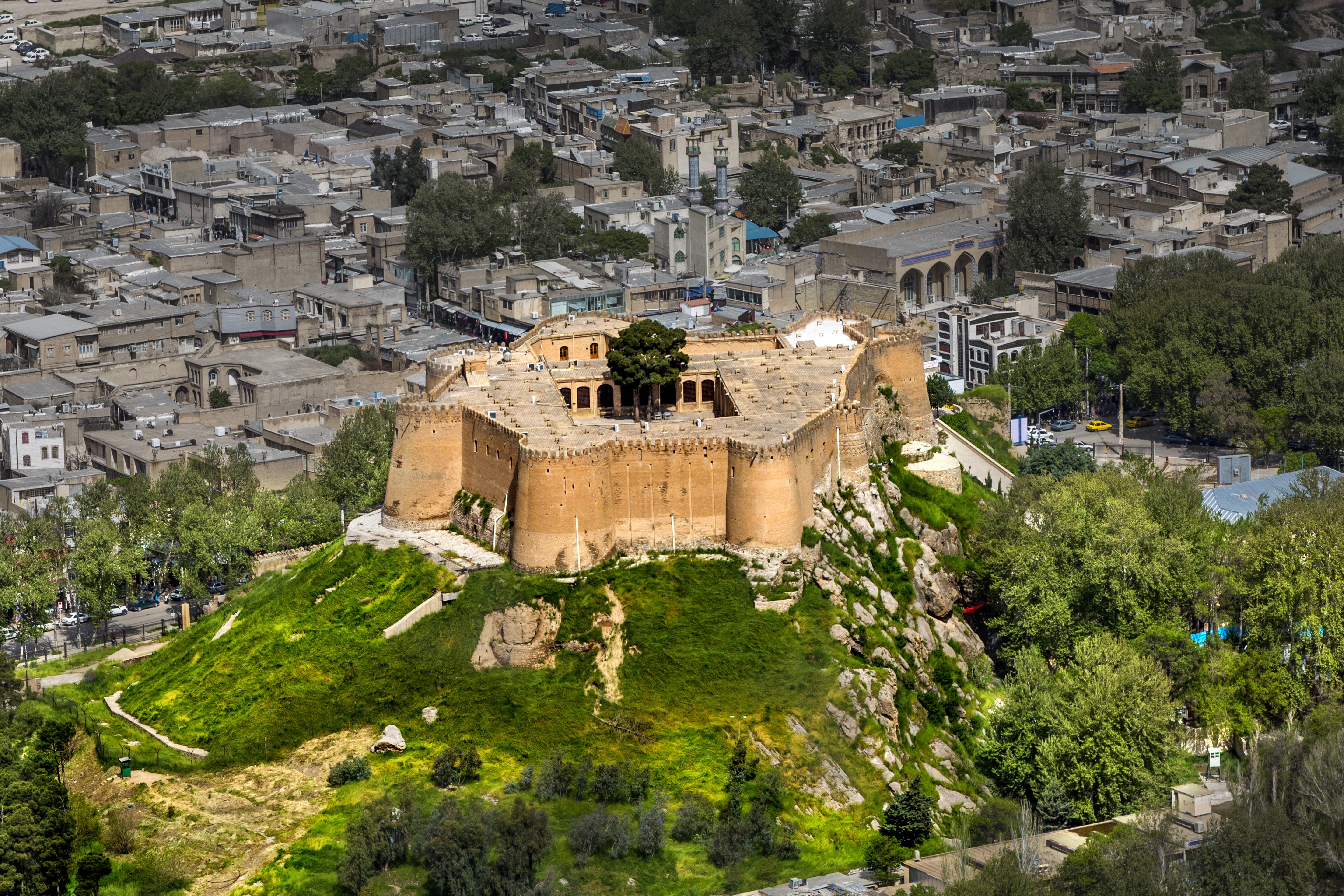
Shapur Khast

Los cimientos del castillo actual miden aproximadamente 300 por 400 metros. La altura de toda la estructura, incluida la colina, alcanza los 40 metros sobre los alrededores.
El castillo en sí tiene una superficie de 5300 metros cuadrados. Su perímetro se extiende a lo largo de 2860 metros y su muro más alto tiene 22,5 metros de altura. Este espacio está dividido en cuatro grandes salones, con sus correspondientes salas y pasillos. Todas las salas rodean dos patios con las siguientes medidas: el primer patio mide 31 por 22,5 metros y el segundo 29 por 21 metros. Cuando se construyó, el castillo tenía 12 torres, pero hoy sólo quedan ocho.
La entrada del edificio está situada hacia el norte, dentro del cuerpo de la torre noroeste.
El pozo de agua de la fortaleza se encuentra en la zona situada detrás del primer patio. Con una profundidad de 40 metros, la mayor parte del pozo está excavado en la roca para llegar a la fuente del manantial del Golestán. El pozo sigue siendo utilizable en la actualidad.
Los materiales utilizados en la construcción de la fortaleza son ladrillos de barro, ladrillos de barro, piedra, madera y mortero.

### Estructuras circundantes
Los estudios arqueológicos han identificado la existencia de una muralla de dos capas con doce torres alrededor de la construcción actual. Esta muralla circundante se extendía principalmente hacia el oeste. De las doce torres originales, sólo quedan dos, situadas al noroeste y al suroeste de la fortaleza actual.

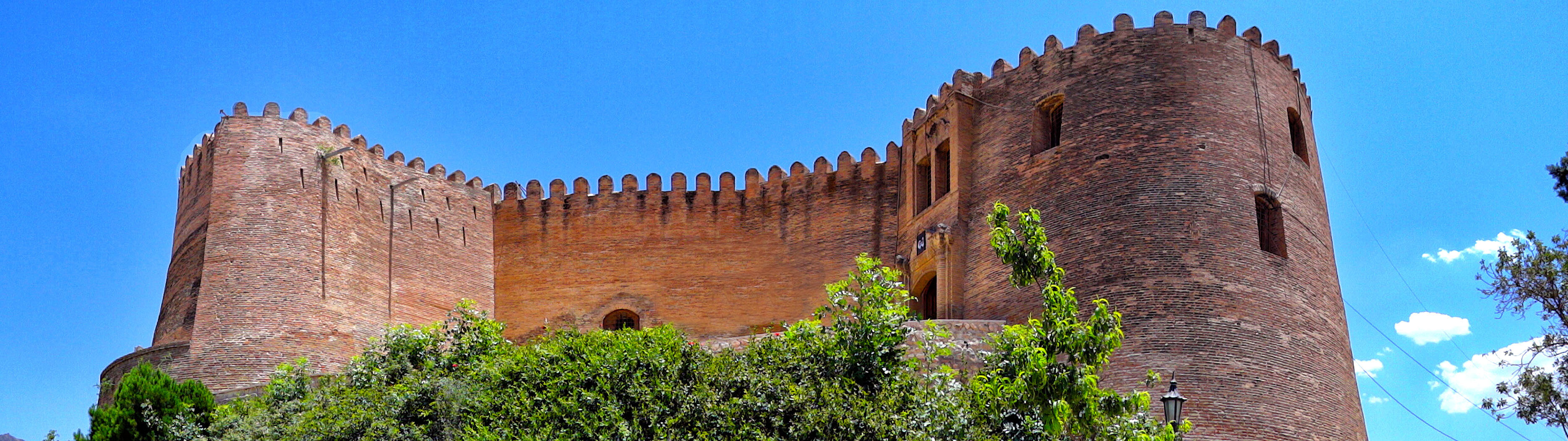
Imagen panorámica del castillo

### Deshumidificador
El castillo de Falak ol-Aflak parece haber sido construido con un sistema de deshumidificación.
Anteriormente, los expertos creían que estos canales deshumidificadores de más de un metro de altura que cubrían toda la zona bajo el castillo eran escondites para los residentes. Pero en realidad, conscientes del clima cambiante de la región y de las aguas subterráneas, los ingenieros sasánidas equiparon el castillo con un deshumidificador.
El castillo de Falak ol-Aflak está hecho con diferentes materiales como la piedra y la madera que son vulnerables a la humedad. Por eso el castillo se construyó en el punto más alto de la ciudad de Joram-abad, para que el viento pudiera penetrar en el edificio y secar sus cimientos.